# لقنورة أليفة الصخور
لقنورة أليفة الصخور (الاسم العلمي:Lecanora rupicola) هي نوع من الفطريات تتبع جنس اللقنورة من الفصيلة اللقنورية.